# Klagstorps herrgård
Klagstorps herrgård är en herrgård i Norra Kyrketorps socken i Skövde kommun, 10 kilometer söder om Skövde. Namnet skrevs på 1800-talet som Claestorp, någon gång även som Klastorp, och skall inte förväxlas med platser med dessa namn. Sedan 1971 är huvudbyggnaden med flyglar statligt byggnadsminne.

## Historia
Klagstorp är känt sedan medeltiden och har länge varit en av de största egendomarna i Skövde-trakten. På 1400-talet tillhörde Klagstorp kyrkan och biskopen i Skara, men kom sedan i kronans ägo för att därefter förlänas som adelsgods. Under 1600- och 1700-talen ägdes godset bl.a. av släkterna Lilliehöök, Sparre och Hård. Historikern Harald Hjärne, vars far vid denna tid var kapten vid Skaraborgs regemente, föddes 1848 på Klagstorp. Herrgården förvärvades 1856 av Peder Dyrssen från Holstein. som 1863 lät innrätta en lantbruksskola i regi av Skaraborgs läns hushållningssällskap vid gården. Bland lantbruksskolans föreståndare märks 1870-1876 Ivar Insulander. Ingenjör Hjalmar Nobel förvärvade herrgården 1921, men Hushållningssällskapet övertog den redan 1925 och drev sedan både gård och skola till 1963, då skolan lades ned och egendomen såldes till staten. 
Herrgården har sedan haft militär användning och disponerats av Pansartruppskolan och Markstridsskolan. Delar av gårdsanläggningen har rivits och jordbruksmarkerna använts som övningsfält för förbanden vid Skövde garnison.  
Den nuvarande gårdsanläggningen med manbyggnad, gårdsplan och flyglar antas i sina huvuddrag vara från 1600-talet. Manbyggnaden i trä med sitt säteritak dateras stilmässigt till tiden omkring år 1700. Av flyglarna i sten antar Carlqvist att den östra är äldre och har varit en del av den ursprungliga anläggningen, medan den västra med sitt höga brutna tak kan ha fått sitt utseende under mitten eller senare delen av 1700-talet. Manbyggnadens nuvarande panelering dateras till empire-tiden vid 1800-talets början. Dessförinnan kan huset ha varit klätt med en slät panel. Med undantag av ett tegelmagasin öster om mangården och en mejeribyggnad från 1851 har gårdens övriga byggnader tillkommit under lantbruksskoletiden. Bland dessa märks ett timrat spannmålsmagasin i fyra våningar från 1876, en över 100 meter lång ladugård från 1904 och en stallbyggnad, som senare blev maskinverkstad, från 1923.